# لي وليامز
لي وليامز (بالإنجليزية: Lee Williams)‏ هو عارض وممثل بريطاني وويلزي، ولد في 3 أبريل 1974 ببانغور في المملكة المتحدة.

## وصلات خارجية
- لي وليامز على موقع IMDb (الإنجليزية)
- لي وليامز على موقع قاعدة بيانات الفيلم (الإنجليزية)